# 19-я механизированная бригада (2-го формирования)
19-я механизированная бригада — воинское соединение в Вооружённых Силах СССР во время Великой Отечественной войны. Полное наименование 19-я механизированная Слонимско-Померанская Краснознамённая, орденов Суворова и Кутузова бригада.
Переформирована 8 сентября 1942 года в городе Свердловске в 19-ю механизированную бригаду из 19-й мотострелковой бригады (1-го формирования).

### О боевых действиях бригады в 1944 году
26 июня 1944 года 19-я механизированная бригада вышла к реке Птичь в районе Глуск и после захвата мотопехотой берега начала строить переправы через реку. После овладения деревней Ольница 19-я мехбригада начала наступление на Любань.
29 июня на левом фланге бригада совместно с частями подошедшей 48-й стрелковой дивизии вела бой за Любань, после ряда обходных движений и артиллерийского обстрела немцы были выбиты из посёлка. Посёлок Любань был освобождён к исходу дня.

## После войны
В 1945 году 19-я механизированная бригада переформирована в 19-й механизированный полк 1-й механизированной дивизии. 20 апреля 1957 года 19-й мехп переформирован в 62-й мотострелковый полк 35-й мотострелковой дивизии. Полк просуществовал до 1992 года когда был выведен из ГДР в г. Чебаркуль Челябинской области и расформирован вместе с 35-й мотострелковой дивизией.

## Боевой состав
- Управление бригады
- 9-й танковый полк
- 1-й мотострелковый батальон
- 2-й мотострелковый батальон
- 3-й мотострелковый батальон
- Артиллерийский дивизион
- Зенитный артиллерийский дивизион
- Разведывательная рота
- Санитарный взвод

В феврале 1943 года из состав бригады был исключён зенитный артиллерийский дивизион, введена зенитно-пулемётная рота, инженерно-минная рота, все автомобили, предназначавшиеся для перевозки личного состава мотострелковых батальонов, были сведены в бригадную автороту.
- Управление бригады
- 9-й танковый полк
- 1-й мотострелковый батальон
- 2-й мотострелковый батальон
- 3-й мотострелковый батальон
- Артиллерийский дивизион
- Зенитно-пулемётная рота
- Разведывательная рота
- Инженерно-минная рота
- Автотранспортная рота
- Санитарный взвод

## В составе
На 1 октября 1942 года в составе 1-го механизированного корпуса (2-го формирования) Калининского фронта.

## В составе действующей армии
- с 26.09.1942 по 22.03.1943
- с 09.07.1943 по 19.01.1944
- с 27.05.1944 по 05.09.1944
- с 30.10.1944 по 09.05.1945

## Командный состав бригады

### Командиры бригады
- Дорогов М. И., полковник — апрель 1942 года — июль 1942 года.[2]
- Ершов, Владимир Васильевич, полковник — июль 1942 года — 5 декабря 1942 года, ранен[2]
- Дубровин Л. В., подполковник — с 5 декабря 1942 года, врио[2]
- Ершов, Владимир Васильевич, полковник — июль 1944 года.
- Соколов Николай Иванович, полковник — март — июнь 1945
- Мясников Юрий Иванович, подполковник, зам. начальника штаба/ начальник штаба
- Малахов Михаил Иванович, майор, зам. начальника штаба по оперативной работе (май 1942 — декабрь 1942, ранен)

## Почётные наименования и награды
- Слонимская — почётное наименование присвоено в ознаменование одержанной победы и за отличие в боях при форсировании реки Щара и за овладение городом Слоним в ходе Белостокской наступательной операции. Приказ Верховного Главнокомандующего № 0226 от 27 июля 1944 года.
- Померанская — почётное наименование присвоено в ознаменование одержанной победы и за отличие в боях при вторжении в пределы немецкой Померании в ходе Восточно-Померанской наступательной операции 29 января 1945 года. Приказ Верховного главнокомандующего № 057 от 5 апреля 1945 года.
- Орден Красного Знамени — За образцовое выполнение заданий командования в боях с немецкими захватчиками, за овладение городом Брест и проявленные при этом доблесть и мужество. Указ Президиума Верховного Совета СССР от 10 августа 1944 года.
- Орден Суворова II степени — За образцовое выполнение заданий командования в боях с немецкими захватчиками при овладении столицей Германии городом Берлин и проявленные при этом доблесть и мужество. Указ Президиума Верховного Совета СССР от 11 июня 1945 года.
- Орден Кутузова II степени — За образцовое выполнение заданий командования в боях с немецкими захватчиками и проявленные при этом доблесть и мужество. Указ Президиума Верховного Совета СССР от ? года.

## Отличившиеся воины
Герои Советского Союза.
- Аверьянов, Василий Савельевич, старший сержант, командир орудия артиллерийского дивизиона.
- Бортовский, Матвей Нестерович, майор, командир 9 танкового полка.
- Дроздов, Пётр Владимирович, младший лейтенант, командир взвода автоматчиков разведывательной роты.
- Едунов, Пётр Петрович, старший сержант, командир взвода автоматчиков.
- Зиновьев, Николай Анисимович, техник-лейтенант, помощник командира танковой роты по технической части 9-го танкового полка.
- Кириченко, Пётр Антонович, старший сержант, командир взвода инженерно-минной роты.
- Кривощёков, Алексей Александрович, старший сержант, командир взвода инженерно-минной роты.
- Мальцев, Михаил Андреевич, капитан, командир мотострелкового батальона.
- Стариков, Михаил Иванович, старший сержант, командир взвода 1-го мотострелкового батальона.
- Стрелков, Николай Михайлович, капитан, командир мотострелкового батальона.
- Трушков, Илья Фёдорович, старший лейтенант, командир пулемётного взвода.
- Фомичёв, Константин Никандрович, сержант, командир отделения 2-го мотострелкового батальона.

 Кавалеры ордена Славы 3-х степеней.
- Губин, Николай Григорьевич, старший сержант, старший разведчик артиллерийского дивизиона